# .je
.je és un domini de primer nivell territorial d'internet per a l'illa de Jersey. És administrat per Island Networks, que també administren el domini .gg per al territori veí de Guernsey. L'any 2003, es va posar a disposició de Jersey un lloc web de Cerca de Google, que utilitza el domini .je.

## Dominis de segon nivell
Des del 2000, la majoria de dominis han set administrats sota .je. Tot i així, hi ha dominis de segon nivell que poden ser registrats també.
- .co.je — dominis comercials i personals
- .net.je — dominis comercials
- .org.je — dominis d'organitzacions